# Марковачко језеро
Марковачко језеро налази се у селу Марковац, 6 километара јужно од центра Младеновца, и 60 километара од центра Београда, у подножју планине Космај. Дуго је 1.000 и широко 500 метара, а површина му је 16 хектара.

## Историја
Марковачко језеро је једно од најстаријих београдских вештачких акумулација. Настало је средином 60-их година 20. века, изградњом бране на реци Кошарна 1965. године, за потребе заливног система оближњег пољопривредног комбината и јабукаре. У исто време почело се и са порибљавањем. Акумулација се постепено пунила, тако да је 1969. године језеро достигло свој максимум, када му је дужина износила око 1.500 м, а ширина око 200 м, док је највећа дубина износила око 12 метара. Временом, услед таложења муља, водостај је опао.

## Инфраструктура
До Марковца се стиже регионалним путем Р-202 Младеновац — Аранђеловац. Језеро има 2 прилаза: један ближи Младеновцу, а други са Аранђеловачке стране, који је мало мање сређен. Пут до саме обале језера је асфалтиран и добро означен путоказима. Језеро је опремљено добром пратећом инфраструктуром, погодном за излетнике, кампере, спортисте, риболовце и ловце.
На језеру постоји веслачка стаза. На обали је велика плажа, са тушевима и санитарним чвором. У близини је трим стаза, а готово око целог језера постоји неуређена стаза за шетњу. На обали се налазе угоститељски објекти, неколико ресторана, мотел, бунгалови и ауто-камп, што све заједно чини прави туристичко-спортски центар. Планирана је и градња центара за скијања на води.
Језером управљају Друштво за слатководно рибарство „Рибарство Дунавац“ из Костолца и „Србија-центар“.

## Биљни и животињски свет
Језеро се налази у пределу храстових, церових и багремових шума. Обала ближа Аранђеловцу обрасла је шумом, док другим делом делом обале доминирају житна поља и пашњаци.
Заступљене су готово све врсте слатководне рибе: шаран, сом, штука, бабушка, деверика, смуђ, амур, толстолобик, црвенперка, бодорка, кауглер, бандар, златни караш, сунчица и цверглан. Риболовачка служба специјалним замкама готово свакодневне истребљује цверглана, која уништава рибљу млађ.
На самој води и деловима обале обраслим могу се видети дивље патке, чапље, велики гњурци, водомари, роде
На самој води и приобаљу где је обрасло трском, могу се видети дивља патка, велики гњурац, чапља, рода. У околним шумама живе зечеви, лисице, фазани, препелице, а понекад се могу видети и срндаћи, који долазе на појило.

## Риболов
Пецање је дозвољено само са обале. На језеру се може пецати са риболовачком дозволом која важи за целу Србију, за некомерцијалне воде. Пеца се искључиво са 3 штапа, прихрана само ракетом, ручно, а бродићи нису дозвољени, као ни постављање бова. На језеру важе строга правила риболовачко-еколошке етике. У складу са правилником, дозвољено је да се носе три племените и пет килограма беле рибе, а за пецање је потребна годишња дозвола и уплата комуналне таксу, уз претходно благовремено најављивање.
У сезони дневно на језеру може бити и до 50 риболоваца. Постоји и организована стаза за такмичарски риболов, па се на језеру често одржавају такмичења у разним техникама риболова, на којима учествују врхунски спортски риболовци из целе Србије и региона. Највеће уловљене рибе су сом од 36 kg, амур од 22,5 kg и шаран од 17,5 kg